# Râul Ambala
Ambala este un râu ce traversează prin partea sudică a Tanzaniei. Acesta curge prin Valea Rukwa Valley. 